# فرودگاه توئل ولی
فرودگاه توئل ولی (به انگلیسی: Tooele Valley Airport) (به زبان بومی: Bolinder Field) یک فرودگاه همگانی باربری است که یک باند فرود آسفالت دارد و طول باند آن ۱۸۵۹ متر است. این فرودگاه در کشور ایالات متحده آمریکا قرار دارد و در ارتفاع ۱۳۱۷ متری از سطح دریا واقع شده است.